# Phryganodes bistigmalis
Phryganodes bistigmalis là một loài bướm đêm trong họ Crambidae.